# Albert Fratellini
Albert Fratellini (ur. 1886 w Moskwie, zm. 1961 w Épinay-sur-Seine) – francuski artysta cyrkowy, klown i akrobata, brat François i Paula, razem z którymi zyskał znaczną popularność dzięki występom w latach 20. i 30. XX wieku. On sam odgrywał na spektaklach rolę klowna-idioty.